# Baryconus minutus
Baryconus minutus är en stekelart som beskrevs av Ritchie och Lubomir Masner 1983. Baryconus minutus ingår i släktet Baryconus och familjen Scelionidae. Inga underarter finns listade.